# Herpsilochmus pectoralis
El tiluchí pectoral (Herpsilochmus pectoralis) es una especie de ave paseriforme de la familia Thamnophilidae perteneciente al numeroso género Herpsilochmus. Es endémico del noreste y este de Brasil.

## Distribución y hábitat
Se distribuye por el noreste de Brasil localmente desde el noreste de Maranhão hacia el este hasta Río Grande do Norte, hacia el sur hasta Sergipe y noreste de Bahía.
Esta especie es rara y local en su hábitat natural, el estrato medio y el sub-dosel de bosques de caatinga, también localmente en matorrales de restinga, hasta los 500 m de altitud.

## Descripción
Mide 11 a 12 cm de longitud. El macho presenta vientre blanco y una mancha negra en el pecho, así como corona negra, mientras, las hembras tienen el vientre, pecho color naranja y la corona anaranjada. El dorso de ambos es gris y sus alas presentan puntos o barras negras y blancas.

## Estado de conservación
El tiluchí pectoral ha sido calificado como amenazado de extinción en grado vulnerable por la Unión Internacional para la Conservación de la Naturaleza (IUCN) debido a la sospecha que su población total, estimada en 3500 a 15 000 individuos, se encuentra en rápida decadencia por causa de la extremada fragmentación y degradación de su hábitat.

## Sistemática

### Descripción original
La especie H. pectoralis fue descrita por primera vez por el zoólogo británico Philip Lutley Sclater en 1857 bajo el mismo nombre científico; localidad tipo «sin localidad = Bahía, Brasil».

### Etimología
El nombre genérico masculino «Herpsilochmus» proviene del griego «herpō»: reptar, arrastrarse y «lokhmē»: matorral, chaparral; significando «que se arrastra por el matorral»; y el nombre de la especie «pectoralis», del latín: pectoral, relativo al pecho.

### Taxonomía
Se piensa que sea pariente cercana a Herpsilochmus longirostris en base al plumaje y la distribución, a pesar de que las vocalizaciones no se parecen. Es monotípica.